# José Cayetano Foncerrada
José Cayetano Foncerrada y Ulibarri (Valladolid de Michoacán, Nueva España, 7 de agosto de 1757 -  ) fue un abogado, sacerdote católico y diputado novohispano en las Cortes de Cádiz.

## Semblanza biográfica
Se ordenó sacerdote y obtuvo el título de abogado. Fue canónigo en la Catedral de la Ciudad de México y vicario general de los conventos de religiosas. Ejerció su profesión de abogado en la Real Audiencia de México. Fue elegido diputado a las Cortes de Cádiz, juró su puesto el 4 de marzo de 1811.  Sus intervenciones fueron pocas y dirigidas a temas eclesiásticos. El 12 de abril de 1814, fue firmante del Manifiesto de los persas, documento que solicitaba a Fernando VII la abolición de la Constitución de 1812 para reinstaurar el antiguo régimen. El 5 de julio del mismo año fue nombrado caballero supernumerario por decreto del rey. Permaneció en España, en donde fue nombrado deán de la Catedral de la Seu Vella de Lérida.